# Pål Pot Pamparius
Pål Bøttger Kjærnes, conocido como Pål Pot Pamparius, es un músico de rock noruego.

## Biografía
Nació el 18 de junio de 1969. Desde finales de los años ochenta forma parte de la banda de rock Turbonegro tocando la guitarra de 1988 a 1996, piano y percusiones de 1997 a 2002 y actualmente "casi" ejerciendo de chico para todo. Su trabajo sobre el escenario incluye coros, tocar la guitarra rítmica, piano y otros.
Dejó Turbonegro en 1996 para pasar una temporada en Tailandia. Al volver a Oslo, en 1997, de nuevo se unió a Turbonegro y abrió una pizzería llamada "Pamparius", que inspiró el tema incluido en "Apocalypse Dudes": "The Age of Pamparius".
- Datos: Q1814906